# پیلگریم رست (آلاباما)
پیلگریم رست (به انگلیسی: Pilgrims Rest) یک منطقهٔ مسکونی در ایالات متحده آمریکا است که در شهرستان اتوواه، آلاباما واقع شده‌است. پیلگریم رست ۱۷۱٫۹۱ متر بالاتر از سطح دریا قرار دارد.